# Cornucopina flexuosa
Cornucopina flexuosa är en mossdjursart som beskrevs av Gontar 2002. Cornucopina flexuosa ingår i släktet Cornucopina och familjen Bugulidae. Inga underarter finns listade i Catalogue of Life.